# Buková (district de Trnava)
Pour les articles homonymes, voir Buková.
Buková (en allemand : Buchenbrunn bei Tyrnau ; en hongrois : Bikszárd) est un village du district de Trnava, dans la région de Trnava, en Slovaquie.

## Histoire
La première mention écrite du village date de 1256.

## Démographie

### Évolution de la population
| Année:               | 1994. | 2004.   | 2014.   | 2024.   |
| -------------------- | ----- | ------- | ------- | ------- |
| Nombre de personnes: | 708   | 664     | 662     | 667     |
| Différence:          |       | -6,21 % | -0,30 % | +0,75 % |

| Année:               | 2023. | 2024.   |
| -------------------- | ----- | ------- |
| Nombre de personnes: | 670   | 667     |
| Différence:          |       | -0,44 % |